# 竹鶴威
竹鶴威（日语：／ Taketsuru Takeshi，1924年3月6日—2014年12月17日），舊姓宮野，是一名日本企業家和威士忌釀酒師。他是竹鶴政孝的外甥，政孝和妻子竹鶴麗塔是日果威士忌的創辦人，1943年親生父親過世後，他被政孝收養。竹鶴夫婦去世後，他接管了公司，並大幅擴展了業務。
竹鶴威於2014年12月17日逝世，享耆壽90歲。